# Yūzō Nakamura
Pour les articles homonymes, voir Nakamura.
Yūzō Nakamura (中村祐造, Nakamura Yūzō), né le 24 avril 1942 à Himeji et mort le 20 juillet 2010, est un joueur de volley-ball japonais.

## Biographie
Yūzō Nakamura remporte avec l'équipe du Japon de volley-ball la médaille de bronze olympique aux Jeux olympiques d'été de 1964 se déroulant à Tokyo. Huit ans plus tard, il fait partie de l'équipe japonaise sacrée championne olympique aux Jeux de Munich.

## Palmarès

### Jeux olympiques
- Jeux olympiques de 1964 à Tokyo,  Japon
  -  Médaille de bronze.
- Jeux olympiques de 1972 à Munich,  Allemagne
  -  Médaille d'or.